# مونيكا كابريرا
مونيكا كابريرا (بالإسبانية: Mónica Cabrera)‏ هي كاتِبة وممثلة أرجنتينية، ولدت في 26 أبريل 1958 ببوينس آيرس في الأرجنتين.

## أعمال

### أفلام
- (2001) ابن العروس[6]

## وصلات خارجية
- مونيكا كابريرا على موقع IMDb (الإنجليزية)